# Playa de Arenilla
La playa de Arenilla está situada en el municipio de Ribamontán al Mar, en la comunidad autónoma de Cantabria, España.
Se trata de una pequeña playa aislada y tranquila, de fondo rocoso y fuertes vientos.
Se localiza entre las playas Langre y de Galizano. El acceso es bastante complicado, únicamente a pie descendiendo por un acantilado.